# 브뤼허의 종탑
브뤼허의 종탑(네덜란드어: Belfort van Brugge, 프랑스어: Beffroi de Bruges)은 벨기에 브뤼허에 있는 종탑이다.